# Натаревич, Михаил Давидович
Михаил Давидович Натаревич (29 сентября 1907, Витебск, Российская империя — 23 февраля 1979, Ленинград, СССР) — российский советский художник, живописец, член Ленинградской организации Союза художников РСФСР.

## Биография
Михаил Давидович Натаревич родился 29 сентября 1907 года в городе Витебске. Получил первоначальное художественное образование в студии Ю. Пэна (1854—1937), живописца и педагога, окончившего Императорскую Академию художеств в Петербурге.
В 1929 году Михаил Натаревич был призван в Красную Армию. Службу проходил в полку связи в Московском военном округе. После демобилизации работал бутафором в московских театрах, однако театральным художником не стал. В 1932 приехал в Ленинград и поступил в подготовительные классы при Всероссийской Академии художеств. В 1934 году стал студентом живописного факультета Ленинградского института живописи, скульптуры и архитектуры. Занимался рисунком у Михаила Бернштейна и Семёна Абугова, живописью у Александра Савинова.
В 1936 году женился на Ольге Алексеевне Раевской, студентке второго курса архитектурного факультета института, с которой прожил в браке 44 года. В 1937 году у них родилась дочь Наталия, также окончившая впоследствии Ленинградский институт имени И. Е. Репина и ставшая архитектором. В 1940 году родился сын Аркадий, окончивший впоследствии Ленинградское Высшее художественно-промышленное училище имени В. И. Мухиной и ставший художником-монументалистом. В 1946 году родилась дочь Елена, окончившая впоследствии Ленинградский институт имени И. Е. Репина и ставшая художником-графиком.
В 1940 году Натаревич окончил институт по мастерской Бориса Иогансона. Дипломная работа — историческое полотно «Котовский», посвященное герою Гражданской войны 1918—1921 годов. Вместе с Натаревичем институт в 1940 году окончили Давид Альховский, Евгения Байкова, Андрей Бантиков, Ольга Богаевская, Александр Дашкевич, Всеволод Дружинин, Залман Зальцман, Марианна Зернина, Павел Ивановский, Нина Нератова, Мария Перепёлкина, Глеб Савинов, Сергей Сидоров и другие молодые художники, ставшие впоследствии известными живописцами. Тесное творческое общение и дружба с ними сохранялось у Натаревича на многие годы.
В июле 1940 года был принят преподавателем на кафедру рисунка Ленинградского института живописи, скульптуры и архитектуры. С первых дней Великой Отечественной войны Михаил Натаревич был в действующей армии, участвовал в боях на Карельском фронте в должности командира взвода связи. Был награждён медалями «За оборону Советского Заполярья», «За Победу над Германией». Демобилизовался в 1945 году в звании лейтенанта.
После демобилизации в 1945—1951 годах преподавал на кафедре рисунка Ленинградского института живописи, скульптуры и архитектуры имени И. Е. Репина, в 1955—1956 годах преподавал рисунок в Ленинградском Высшем художественно-промышленном училище имени В. И. Мухиной. Одновременно работал творчески, сначала восстанавливая утраченные за годы войны навыки, а затем в поисках собственной темы, героя и живописного языка.
Впервые участвовал в выставке в 1941 году. С 1947 года Натаревич — постоянный участник городских, республиканских и всесоюзных художественных выставок, где он имел возможность экспонировать свои работы вместе с произведениями ведущих мастеров изобразительного искусства Ленинграда. Писал жанровые и историко-революционные композиции, портреты, пейзажи. Часто обращался к событиям и героям Октябрьской революции 1917 года (например, в триптихе «Октябрь», 1963). Работал в технике масляной и темперной живописи.
В ряде известных произведений конца 1940-х и начала 1950-х годов (картины «Не забудем», «Возрождение», «Гражданин», «Снова в строй», «Анри Барбюс в окопах в 1915 году») обращается к теме подвига народа в годы войны. Стилистически эти, а также другие произведения этого времени, показанные на выставках, например, «Утро» (1951), «Полдень» (1950), являются ещё продолжением и обобщением опыта, накопленного при работе над дипломной картиной. В них художник подтверждает профессиональное владение мастерством жанриста в духе классических традиций построения бытовой картины.
В работах 1956—1957 годов художника увлекала тема молодости, молодого современника, нового облика страны. Его поворот к обретению нового образного языка начался с картины «Студенты на мосту» (1957), отмеченной в том же году дипломом Всесоюзной художественной выставки.
В работах начала 1960-х годов формируется узнаваемый индивидуальный почерк художника. Его отличительными чертами являются обобщённость формы и цвета, общее усиление декоративности живописи и особое внимание к пластической выразительности композиции. К этому времени относится и переход Натаревича к работе в технике темперной живописи, которая в большей мере отвечала поставленным задачам.
В 1960—1970-е годы две главные темы проходят через творчество Натаревича: люди в водовороте событий Октября 1917 года («Патруль», триптих «Октябрь» и «Красногвардейцы», «Призыв» и другие), а также образы современной деревни. Материал для последней темы он находил под Ленинградом на Оредеже, где работал каждое лето. Обе темы объединяет образ героя — человека из гущи народа, твёрдо стоящего на земле, способного принять на себя ответственность, живущего по нравственным законам. Если в первой теме его герои исполнены пафоса революционной романтики, то деревенские образы открывают художника тонкого, порой ироничного, но глубокого поэтического дарования. В этом отношении характерны работы «Вечер» и «Полдень» (обе 1959—1960 годы, из серии «Простые люди»), «Полощут бельё», «В субботний день» (обе 1961), «Встречают коз», «У плетня» (обе 1962), «У автобусной остановки» (1968), «Механизаторы» (1964), «Колхозный почтальон» (1971), «С новоселья» (1975), «Вечер», «Суббота», «У старой яблони» (все 1976), «Встреча стада» (1977) и другие.
Проникновенны женские образы, созданные художником. Особое место здесь занимает тема материнства, к ней Натаревич обращался на протяжении всей жизни. Среди произведений, показанных автором на выставках, работы «Три возраста» и "В санатории «Мать и дитя» (обе 1961), «Молодые мамы» (1964), «Первенец» (1971), «Материнство», «Бабушка» (обе 1973) и другие. В них проявилось и желание воспеть возвышенную красоту материнского чувства, и особое отношение художника к таким непреходящим ценностям, как семья, сыновний и отцовский долг.
С 1946 года Михаил Натаревич был членом Ленинградской организации Союза художников РСФСР. Персональные выставки его произведений были показаны в 1983 году в Ленинградском Союзе художников и в 2008 году в Государственном Русском музее.
Скончался 23 февраля 1979 года в Ленинграде на 72-м году жизни.
Произведения М. Д. Натаревича находятся в Государственном Русском музее, Сосновоборском художественном музее современного искусства, в других музеях и частных собраниях в России, Великобритании, Германии, Франции, США и других странах.

## Выставки
- 1947 год (Ленинград): «Выставка произведений ленинградских художников 1947 года».
- 1949 год (Ленинград): Отчетная выставка произведений живописи, скульптуры и графики за 1947—1948 годы.
- 1950 год (Москва): Художественная выставка 1950 года.
- 1951 год (Ленинград): Выставка произведений ленинградских художников.
- 1954 год (Ленинград): Выставка произведений ленинградских художников открылась в Государственном Русском музее.
- 1957 год (Москва): Выставка живописи, скульптуры, графики к первому Всесоюзному съезду советских художников .
- 1957 год (Ленинград): 1917—1957. Выставка произведений ленинградских художников.
- 1957 год (Мурманск): Передвижная выставка произведений ленинградских художников.
- 1957 год (Москва): Всесоюзная художественная выставка, посвященная 40-летию Великой Октябрьской социалистической революции.
- 1958 год (Москва): Всесоюзная художественная выставка "40 лет ВЛКСМ".
- 1960 год (Ленинград): Выставка произведений ленинградских художников 1960 года.
- 1960 год (Ленинград): Выставка произведений ленинградских художников.
- 1960 год (Москва): Советская Россия. Республиканская художественная выставка.
- 1961 год (Ленинград): «Выставка произведений ленинградских художников» открылась в залах Государственного Русского музея.
- 1962 год (Ленинград): "Осенняя выставка произведений ленинградских художников".
- 1964 год (Ленинград): Ленинград. Зональная выставка.
- 1965 год (Ленинград): Весенняя выставка произведений ленинградских художников.
- 1968 год (Москва): Всесоюзная художественная выставка "На страже Родины", посвящённая 50-летию Вооруженных сил СССР.
- 1968 год (Ленинград): Осенняя выставка произведений ленинградских художников.
- 1971 год (Ленинград): Наш современник. Каталог выставки произведений ленинградских художников 1971 года.
- 1973 год (Ленинград): Осенняя выставка произведений ленинградских художников.
- 1974 год (Ленинград): Весенняя выставка произведений ленинградских художников.
- 1975 год (Ленинград): Наш современник. Зональная выставка произведений ленинградских художников.
- 1976 год (Москва): Изобразительное искусство Ленинграда.
- 1976 год (Ленинград): Портрет современника. Пятая выставка произведений ленинградских художников.
- 1977 год (Ленинград): Выставка произведений художников — ветеранов Великой Отечественной войны.
- 1977 год (Ленинград): Выставка произведений ленинградских художников, посвящённая 60-летию Великого Октября.
- 1982 год (Ленинград): Выставка произведений Михаила Давидовича Натаревича в залах Ленинградского Союза художников.
- 1994 год (Петербург): Ленинградские художники. Живопись 1950—1980-х годов.
- 1994 год (Петербург): Этюд в творчестве ленинградских художников 1940—1980-х годов.
- 1995 года (Петербург): Лирика в произведениях художников военного поколения. Живопись. Графика.
- 1996 год (Петербург): Живопись 1940—1990-х годов. Ленинградская школа.
- 1997 год (Петербург): Связь времён. 1932—1997. Художники — члены Санкт-Петербургского Союза художников России.
- 2009 год (Санкт-Петербург): Выставка произведений Михаила Давидовича Натаревича в залах Государственного Русского музея.